# Memecylon inalatum
Memecylon inalatum är en tvåhjärtbladig växtart som beskrevs av Jacq.-fel.. Memecylon inalatum ingår i släktet Memecylon och familjen Melastomataceae.
Artens utbredningsområde är Madagaskar. Inga underarter finns listade i Catalogue of Life.